# Denis Plante
Pour les articles homonymes, voir Plante (homonymie).
Denis Plante, né le 17 octobre 1972 à Montréal, est un musicien québécois. Il est compositeur, parolier, arrangeur, auteur dramatique et virtuose du bandonéon. 

## Biographie
Denis Plante a grandi au sein d'une famille de musiciens spécialisés dans le répertoire de la Renaissance française, interprété avec des instruments d'époque dont la chalemie, le cervelas, la douçaine ou l'épinette. Son père a fait des études en lettres médiévales et sa mère est compositrice.  
Après des études en hautbois et en guitare, il découvre le jazz et le bandonéon avec la musique d'Astor Piazzolla à son premier récital en Amérique du Nord, au Spectrum de Montréal en 1995 dans le cadre du Festival international de jazz de Montréal. Il voyage en Argentine avec son frère Antoine et revient avec un bandonéon qu'il apprend à jouer de manière autodidacte. Son épouse est de culture argentine. Il apprend à danser le tango argentin et c'est au début des années 2000, qu'il forme son premier groupe Tango Vivo, un quatuor, pour jouer dans les salons de tango argentin. Il produit un premier disque Noche de Tango avec ses premières compositions. Son groupe Tango Vivo apparait dans le film Tango in a cold city d'Alistair Brown pour l'Office national du film du Canada. Il se fait remarquer du groupe Quartango qui l'invite à le rejoindre. Après une tournée au Brésil, il enregistre avec eux le disque Esprit qui se mérite un prix Opus en musique du monde et obtient une nomination au prix Juno. Quartango enregistre Macadam Tango en 2001 qui fait l'objet d'un film pour la télévision avec les contributions de Térez Montcalm et de Juan Carlos Cáceres.
En 2004, il fonde le label Flores de Nacar comme support pour ses compositions de tangos impressionnistes. Avec le quatuor à cordes Racines il enregistre le CD Cantos de bandoneon, nommé pour un prix Opus en jazz et musique du monde puis Café Tango en 2005. 
En 2008, Denis Plante crée des spectacles qui innovent en se mettant en scène lui-même avec des danseurs et comédiens. C'est ainsi que sont créés Orphée et Eurydice Tango qui instaure un dialogue entre un orgue d'église et un bandonénon ainsi que Roméo et Juliette Tango qui donnera naissance à un disque intitulé Astorias. Le deux spectacles sont joués sur les scènes de Montréal. En 2009, Denis Plante déplace le pivot de ses activités dans la ville de Québec. Il forme le trio de Tango Boréal qui supporte ses compositions. En cette même année, il participe à la formation de Bataclan, un trio musical inédit composé d’un basson, d'un clavecin et d'un bandonéon. Un premier disque intitulé Bataclan est sorti en 2009.  Un second, intitulé Dandy sortira deux ans plus tard.
En 2010, Jorge Luis Borges sert de thématique pour le premier festival de Québec en toutes lettres. Denis Plante au bandonéon est accompagné des Violons du Roy pour interprèter la musique d’Astor Piazzolla. Le comédien Sébastien Ricard fait la lecture de textes choisis dans les publications de Borges. En 2011, Tango Boréal sort un disque éponyme qui se méritera un prix Opus l'année suivante pour le meilleur album en musique du monde. La même année, le trio de Tango Boréal amorce une tournée internationale qui l’amènera en Asie, en Inde, en Russie et en Pologne. En 2012, il recevra un prix pour le rayonnement de la culture et produira un deuxième disque intitulé 4 Buenos Aires et en 2014 ce sera Pampa Blues doublement primé par un prix Opus et un prix Felix en musique du monde pour l'année 2015. 
Depuis 2014, Denis Plante est régulièrement invité par son frère Antoine Plante, qui est chef d’orchestre et directeur artistique de l’orchestre de chambre Mercury de la ville de Houston aux Etats Unis. Ensemble, ils produisent des spectacles multimédia dans une scénographie intégrée au concept du spectacle. C’est ainsi que furent présente à Houston : The Crimson Prince of Venice en 2014-2015, Bach et Piazzolla (2016), American Skies (2017) ainsi que The Flowers of Evil (2019). En 2016, il écrit une pièce de théâtre, Tonka qui sera présentée au Théâtre Périscope de Québec.
En 2019, il s’inspire du livre des merveilles de Marco Polo pour raconter ses voyages. La même année, il présente Maestro Tango, spectacle musico-théâtral dans un évènement bénéfice pour le Nouvel Ensemble Moderne de la Faculté de musique de l'université de Montréal. 
Aujourd'hui, Denis Plante habite dans la  ville de Québec.

## Prix et nominations
- 2001 Prix , lauréat, Festival de la chanson de Granby (interprétée par Sophie Lemaire).
- 2001 Prix FELIX de l'ADISQ, lauréat, album de l'année, musique du monde pour Esprit du groupe Quartango.
- 2001 Prix JUNO du CARAS, finaliste, album de l'année, global pour Esprit du groupe Quartango.
- 2001 Prix OPUS du CQM, lauréat, album de l'année, pour Esprit du groupe Quartango.
- 2002 FELIX, finaliste, disque de l'année, musique du monde pour Macadam Tango du groupe Quartango.
- 2002 FELIX, lauréat, album de l'année, instrumental pour Histoires rêvées  d'André Gagnon.
- 2004 FELIX, finaliste, disque de l'année, musique du monde pour Performance du groupe Quartango.
- 2005 Prix du public au FFMM pour Révolver Tango, musique originale.
- 2006 OPUS, finaliste, musique du monde pour Cantos de bandoneon.
- 2009 FELIX, finaliste, musique du monde pour Beats on canvas du trio Latendresse et de Martin et Dominique Bernard.
- 2009 FELIX, finaliste, disque instr. de l'année,  pour Bataclan.
- 2011 FELIX, finaliste, album instr. de l'année, Adisq,  pour Tango Boréal.
- 2011 OPUS, lauréat, musique du monde, CQM, pour Tango Boréal.
- 2012 FELIX, finaliste, disque instr. de l'année pour Dandy, Bataclan.
- 2012 Prix à la création du CALQ (lauréat) des prix Excellence  art et culture, Qc.
- 2015 OPUS, lauréat disque  de l'année, musique du monde, et FELIX de l'ADISQ (finaliste musique du monde) pour Pampa Blues, Tango Boréal.
- 2017 FELIX, finaliste musique de monde pour La Bibliothèque interdite.

## Discographie -compositeur
- Esprit, (Berceuse), Quartango, Justin Time, JUST 142-2, 2000.
- Performance, (Berceuse), Quartango, Justin Time, JUST 202-02 2003.
- Cantos de bandonéon, Denis Plante et le quatuor Racines, Nacar-01, 2004.
- Café Tango, Denis Plante et le quatuor Racines, Nacar-02, 2005.
- Roméo et Juliette Tango, Astorias, Flores de Nacar, Nacar-03, 2008.
- Bataclan! Plante, Perrin, Lussier, Atma, 2009.
- Summer Music, Pantaèdre, Atma, 2010.
- Tango Boréal, Plante, D. Jacques, Simpson, Atma, 2010.
- Dandy!, Plante, Perrin, Lussier, Atma, 2011.
- Pampa Blues, Plante, D. Jacques, Simpson, Atma, 2014.
- La Bibliothèque Interdite, S. Ricard & Tango Boréal, Denis Plante, Atma 2017.

## Discographie - Arrangement et/ou Interprétation
- Entre la terre  et le soleil, Renee Claude, Disques Transit, 2006.
- Effusion, Diane Dufresne, Disques Présences, 2007.
- 4 Buenos Aires, Plante, D. Jacques, Atma, 2012.
- Concertanto grosso, F. Dompierre, D. Plante, L. Bessette, K. Leong, Atma, 2016.
- Suite Tango, Stéphane Tétreault - ATMA Classique,  2022.

## Filmographie - Musique originale
- Tango in a Cold City, Alastair Brown, ONF, 2000.
- Revolver Tango, Pascale Marcotte, EMbryo, 2005.
- Inside The Tango, les productions Anna Russell, 2005.
- A St-Henry, le 26 aout, Parabole Film, 2011.
- Tango, Patrica Crespin, 2015.

## Article, Musicologie
- Le tango, du mythe à la décadence, Denis Plante, Tango sans frontières, Presse de l'université du Quebec, page 9-15, 2010  (ISBN 978-2-7605-2541-2).

## Publications, Théâtre
- La Bibliothèque-interdite, préface de Brigitte Haentjens, Longueuil, L'Instant Même, 2018, 66 pages,  (ISBN 978-2-89502-415-6).

## Opéra
- La Bibliothèque-interdite, 2014-2020 (Théâtre Quat'Sous - Montréal et en tournée). Texte et musique. Mise en scène de Brigitte Haentjens et Sebastien Ricard, Denis Plante en coproduction avec Sibylline, théâtre de création.
- Évita, diva du tango, 2012-2018 (Festival d'Opéra de Québec, Festival de Lanaudière, Domaine Forget). Livret, musique et arrangement.
- The Flowers of Evil, Musique de Debussy et Ravel adapté par Antoine et Denis Plante. libretto par Denis Plante pour l'orchestre de chambre Mercury présenté au centre Wortham de Houston au Texas, janvier 2019[10] .

## Théâtre
- Tonka, (Théâtre du Périscope - Québec) Pièce de théâtre,  livret, musique et mise en lecture, productions Jamais Lu, 2016[9].
- Fairies'Dowries, 2018, Livret et mise en scene, production Mercury (Houston, Texas), 2018.
- Tango Maestro, théatre-musical: texte,  mise en scène,  musique et  arrangements musicaux, créé spécialement pour le spectacle-bénifice du   Nouvel Ensemble Moderne, Salle Claude-Champagne, Faculté de Musique de l’Université de Montréal, 12 juin 2019[11].
- Marco Polo, théâtre-musical, Musique de Rameau, Purcell et  Vivaldi, avec une  action dramatique imaginée par Denis Plante avec les musiciens des violons du Roy et le concours des comédiens Sébastien Ricard et Marianne Marceau, Salle Raoul-Jobin, Palais Montcalm – Maison de la musique, Québec, le 20 janvier 2019[12].

## Ballet
- Roméo et Juliette Tango,  Festival de Lanaudière, Domaine Forget, Productions Flores de Nacar, 2008.
- The Crimson Prince, Wortham Theatre, Houston, Texas), Musique et mise en scène. Une production de l'orchestre Mercury avec la collaboration des solistes du Houston Ballet, 2015.

## Concert Multi-média
- Bach & Piazzolla,  Wortham Theatre, Houston, Texas, Création multi-média, Production du Mercury orchestra, 2016.
- American Skies, Wortham Theatre, Houston, Texas, Création multi-média, Production du Mercury orchestra, 2017.
- Astor et Moi, Anglicane, Lévis, Création multi-média. Production ville de Lévis, 2018.

## Enregistrements par d'autres artistes
- Claude Marc Bourget  chante La lettre, Blanche, Silence (EP), 3 chansons tirées de l’opéra-tango  La bibliothèque interdite  de Denis Plante, 2020[13].